# Szympansy z Lasu Bili
Szympansy z Lasu Bili (zwane też „zabójcami lwów”) – duże małpy człekokształtne, należące do szympansów, zamieszkujące Las Bili położony w północno-wschodniej części Demokratycznej Republiki Konga. Są one znacznie większe od typowego szympansa, osiągając wzrost ok. 2 m i wagę 85–120 kg, a ponadto przejawiają zachowania bardziej charakterystyczne dla goryli. Odkrycie tych małp w 2004 roku było jednym z rzadkich przypadków, kiedy kryptyda okazała się rzeczywiście istniejącym zwierzęciem.

## Odkrycie
Ze względu na toczącą się w Kongo wojnę domową, dopiero w 2004 roku badania zwierząt zamieszkujących północny wschód kraju stały się możliwe. Opowiadane przez miejscowych legendy o tajemniczych wielkich małpach polujących na lwy znalazły częściowe potwierdzenie, gdy w 1996 roku Karl Ammann natrafił na czaszkę o wymiarach typowych dla szympansa, ale z grzebieniem charakterystycznym dla goryla. Wkrótce okazało się, że występuje tam liczna populacja naczelnych.

## Klasyfikacja
Początkowo sądzono, że tajemnicza małpa może być gorylem lub hybrydą goryla i szympansa. Badania genetyczne dowodzą, że odkryte naczelne są szympansami, należącymi do podgatunku Pan troglodytes schweinfurthii lub nowego, wcześniej nieznanego. Jednak ich zachowanie znacznie różni się od typowego dla szympansów. Zwierzęta te budują naziemne gniazda, jak goryle i nie wykazują strachu przed ludźmi.